# ケーオーカンパニー
KOカンパニー（ケーオーカンパニー）は、大阪府大阪市北区に本社を置く、ゲイ（男性同性愛者）向けのアダルトビデオ（AV）であるゲイビデオの製作・販売事業の展開を中心とする日本の株式会社である。2006年《平成18年》6月、京都より移転した。

## 概略
1994年（平成6年）に京都で設立された。京都ウリ専男組(京都五条西洞院　現在は移転し「男子学園」となる)　当初の経営者の片寄猛によりビデオ制作が始まり、オフィスカワサキにてビデオ編集をし販売を開始する。
初回のデビュー作品は「密林からの使者」であり　2作目の「強制合宿」や「ユニホーム天国」では、奈良県内の実在する学校を貸切しての撮影で在職中の音楽科教員（フィジックバー形式のウリセンでの同僚である「奈良のナオキさん」）の計らいで体育館での製作に至り本人も出演している。
片寄猛本人も初期の何作品かのゲイAVに出演しており、ルミエールの社長平井（名は不明、当時）に「今回のビデオは普通のとは違います」と本人出演の作品を売り込み、ルミエールにて販売を開始した。2004年（平成16年）までは、「京都府京都市下京区河原町通松原上ル清水町454-14 朝日河原町ビル」7Fに事務所を構え下の3F、4Fでは「ショップちゃりんこ」と「発展場サポーター」を経営した（現在はともに廃業）。過去には、片岡哲（「男組」の「初期BOY」であり片寄猛と肉体関係を持ち同性愛カップルの恋人となる　「神戸プリティBOY」の元マネジャー、阪神・淡路大震災で崩壊）の会社経費の不正利用により脱税が摘発される。
また、関西の主たるゲイビデオメーカーではY.B.SPORTS（現ADONIS LAND）、アイダックス、オフィスカワサキ（1992年）などに次いで歴史がある。かつては、社名は今のままだがレーベル名は「ジゴロ」といった。他に「POWER'Sジ・ゴ・ロ」、「miniジ・ゴ・ロ」、「Secret Film」（現在も継続）、「関西ナンパタウン」などのレーベルがあった。その後はジゴロを廃し、新レーベルを続々と増やしていった。モデルや企画は体育会（アスリート）系からジャニーズJr.系、SM系、シチュエーション系まで幅広い。
ゲイビデオDVD制作のほか、売り専やゲイショップなども手がけている。またインターネットによる動画配信「KO TUBE」を運営している。

## レーベル一覧
現在は「KO-COMPANY」「KO-EAST」「STUDIO ZERO」の3大レーベルの中に子レーベルが構成されている。各レーベルの設立年月はオフィシャルサイトの企業沿革に掲載されているもの。

### KO-COMPANY系

#### ・BEAST
（2003年7月設立）体育会系ノンケ専門レーベルであり、「職場淫猥白書」「BACK WILD」「CRAZY」「FIRST TRY」など、様々な企画のシリーズがある。

#### ・EROS（旧・eros）
（2008年5月設立）体育会系の過激なセックス中心のブランドである。「雄魔羅発狂」「野郎部屋」「奴隷島」などのシリーズがある。

#### ・裸王-Raoh-
（2015年9月設立）

#### ・Secret Film
（1994年11月設立）10代の中性的な美少年・可愛い系・ジャニーズJr.系モデル達の絡みや3P、4P、レイプなどが中心のレーベルである。「美尻犯」「監禁」「美少年巨根喰い」などのシリーズがある。

#### ・LINE
（2012年1月設立）

#### ・BUMP
（2013年1月設立）

#### ・SUITS
（2017年4月設立）

#### ・PANDORA
（2011年10月設立）

#### ・KURUU（旧・狂/kuruu）
（2009年10月設立）企画性を重視し、性の限界を徹底的に追及した作品が中心である。「爆イキ!少年連続アナル輪姦ショー」などのシリーズがある。

#### ・JOKER
（2018年8月設立）

#### ・どぴゅノンケ
（2020年3月設立）

#### ・X-BODY
（2021年3月設立）

#### ・合法ショタ
（2024年3月設立）

#### ・DEEP（旧・deep）
（2006年4月設立）SMプレイや野外プレイ等の過激で濃いSEXを追求したブランドである。「スペルマバイオレンス」「野外レイプ」「猟辱レイプ狂」「猥褻カメラ」「虐」などのシリーズがある。

#### ・INDIES
（2011年9月設立）

#### ・SUPER STAR
（2012年8月設立）

#### ・KO
（2009年5月設立）

#### ・ガチ撮り
（2015年12月設立）

#### ・Model's
（2021年5月設立）

#### ・XXX(トリプルエックス)
（2013年2月設立）

#### ・男子学園
（2014年10月設立）

### KO-EAST系

#### ・KO-EAST
（設立年月不明）

#### ・うまのすけ
（2020年8月設立）

#### ・益荒男
（2020年7月設立）

#### ・BOYS PROJECT
（2020年3月設立）

#### ・CHAOS
（2020年3月設立）

#### ・V-STYLE
（2020年3月設立）

### STUDIO ZERO系

#### ・キュンC
（2025年3月設立）（制作：キュンC／販売：STUDIO ZERO）

#### ・今ヌキ隊
（2025年1月設立）（制作：今ヌキ隊／販売：STUDIO ZERO）

### 過去および休止中のレーベル

#### ・スタジオ ジ・ゴ・ロ
（1994年11月設立）

#### ・Dynamite Project
（1999年2月設立）

#### ・BOYS RUSH
（2000年10月設立）

#### ・日本男児
（2000年11月設立）

#### ・School Kids
（2001年3月設立）

#### ・SEED
（2001年9月設立）

#### ・ジャニジュニア
（2001年12月設立）

#### ・TOP ATHLETE
（2002年5月設立）

#### ・エムステーション
（2002年11月設立）

#### ・SONIC FILM
（2002年11月設立）

#### ・TYSON VIDEO
（2002年11月設立）ガチムチ・SG・熊・ガテン系がメインのブランドである。「ZOOM」「BUZZ CUT」「押忍!!魁男子校」「熱血!!剛健快男児」などのシリーズがある。

#### ・SCORE
（2003年6月設立）

#### ・surprise!
（2003年6月設立）ギャル男、サーフ系、お兄系、ジャニーズ系のモデルが中心のレーベル。「INSPIRE」「平成男子」「SAPリターンズ」などのシリーズがある。

#### ・TYSON SPORTUS
（2003年6月設立）体育会系・ガッチリ系・ガチ太兄貴等がメインのブランドである。「巡恋野郎道」「鬼攻メ」「ガッ突き!!」「俺たち激受っス」などのシリーズがある。

#### ・号外/GOUGAI
（2003年9月設立）

#### ・BEAST Infection
（2004年2月設立）

#### ・go guy plus
（2004年2月設立）可愛い系とかっこいい系のエッチが中心のブランド。「ハレンチ男子学園」「U-20 mission」「恋におちたら」などのシリーズがある。

#### ・Mania Club
（2006年6月設立）あらゆるフェチやマニアックな作品が中心のブランドである。「巨根」「飛汁」「尻」などのシリーズがある。

#### ・Hunter
（2006年7月設立）

#### ・BEAST BLACK
（2009年4月設立）

#### ・otococoro/オトココロ
（2009年4月設立）

#### ・Papillon
（2011年8月設立）

#### ・JUNO
（2011年9月設立）

#### ・ガキエロ
（2013年1月設立）

#### ・Non Ficition
（2013年6月設立）

#### ・PINK DIAMOND
（2013年8月設立）

#### ・PROJECT DIAMOND
（2013年8月設立）

#### ・DG -Daring guy-
（2014年2月設立）

#### ・OTOKO
（2014年3月設立）

#### ・BLUE DIAMOND
（2014年7月設立）

#### ・女装倶楽部
（2015年12月設立）

#### ・アブSEX
（2016年7月設立）

#### ・MONSTER
（2016年7月設立）

#### ・超エロ男子
（2016年8月設立）

#### ・強豪
（2016年10月設立）

#### ・TOKYOボーイズ
（2018年3月設立）

#### ・boys Crash
（2018年3月設立）

#### ・SUNRISE
（2018年3月設立）

#### ・エンドレス
（2018年4月設立）

#### ・ぶっこみ
（2020年4月設立）

#### ・POWER'Sジ・ゴ・ロ
（設立年月不明）

#### ・miniジゴロ
（設立年月不明）

#### ・関西ナンパタウン
（設立年月不明）

## その他
対立するルミエール系列とは和解していないが、『Badi』には広告を掲載し（グラビア提供はなし）、商品も置いている。
また、『G-men』（古川書房、現メディレクト）とも現在は対立関係にある。